# Regering-Vervoort I
De regering-Vervoort I (7 mei 2013 - 20 juli 2014) was een Brusselse Hoofdstedelijke Regering, onder leiding van Rudi Vervoort (PS). Het was een zesdelige coalitie: de socialistische PS (21 zetels), de ecologische partijen Ecolo (16 zetels) en Groen! (2 zetels), de christendemocratische cdH (11 zetels) en CD&V (3 zetels) en de Vlaamse liberalen van Open Vld (4 zetels).
De regering volgde de regering-Picqué IV op na het ontslag van minister-president Charles Picqué en werd opgevolgd door de regering-Vervoort II.

## Samenstelling

### Brusselse Hoofdstedelijke Regering
| Naam | Naam                        | Partij | Partij   | Functie en bevoegdheden |
| ---- | --------------------------- | ------ | -------- | --- |
|      | Rudi Vervoort (1958)        |        | PS       | Minister-president en Minister Plaatselijke Besturen, Ruimtelijke Ordening, Monumenten en Landschappen, Openbare Netheid, Ontwikkelingssamenwerking en Gewestelijke Statistiek |
|      | Guy Vanhengel (1958)        |        | Open Vld | Minister Financiën, Begroting, Ambtenarenzaken en Externe Betrekkingen |
|      | Évelyne Huytebroeck (1958)  |        | Ecolo    | Minister Leefmilieu, Waterbeleid, Energie en Stadsvernieuwing |
|      | Brigitte Grouwels (1953)    |        | CD&V     | Minister Openbare Werken, Vervoer, Haven van Brussel en Informaticabeleid |
|      | Céline Fremault (1973)      |        | cdH      | Minister Tewerkstelling, Economie, Buitenlandse Handel en Wetenschappelijk Onderzoek                                                                                           |
|      | Rachid Madrane (1968)       |        | PS       | Staatssecretaris Stedenbouw en Ophaling en Verwerking van Afvalstoffen en Openbare Netheid                                                                                     |
|      | Bruno De Lille (1973)       |        | Groen    | Staatssecretaris Mobiliteit, Gelijkekansenbeleid en Ambtenarenzaken |
|      | Christos Doulkeridis (1968) |        | Ecolo    | Staatssecretaris Huisvesting en Brandbestrijding en Dringende Medische Hulp |

### Gemeenschapscommissies

#### Gemeenschappelijke Gemeenschapscommissie (GGC)
| Naam | Naam                       | Partij | Partij   | Functie en bevoegdheden                                                                    |
| ---- | -------------------------- | ------ | -------- | ------------------------------------------------------------------------------------------ |
|      | Rudi Vervoort (1958)       |        | PS       | Voorzitter                                                                                 |
|      | Guy Vanhengel (1958)       |        | Open Vld | Minister Gezondheidsbeleid, Financiën, Begroting en Externe Betrekkingen                   |
|      | Céline Fremault (1973)     |        | cdH      | Minister Gezondheidsbeleid en Openbaar Ambt                                                |
|      | Brigitte Grouwels (1953)   |        | CD&V     | Minister Beleid inzake Bijstand aan Personen en Openbaar Ambt                              |
|      | Évelyne Huytebroeck (1958) |        | Ecolo    | Minister Beleid inzake Bijstand aan Personen, Financiën, Begroting en Externe Betrekkingen |

#### Vlaamse Gemeenschapscommissie (VGC)
| Naam | Naam                     | Partij | Partij   | Functie en bevoegdheden                                   |
| ---- | ------------------------ | ------ | -------- | --------------------------------------------------------- |
|      | Guy Vanhengel (1958)     |        | Open Vld | Voorzitter Onderwijs, Vorming en Begroting                |
|      | Brigitte Grouwels (1953) |        | CD&V     | Minister Welzijn, Gezondheid, Gezin, Media en Patrimonium |
|      | Bruno De Lille (1973)    |        | Groen    | Minister Cultuur, Jeugd, Sport en Ambtenarenzaken         |

#### Franse Gemeenschapscommissie (FGC)
| Naam | Naam                        | Partij | Partij | Functie en bevoegdheden                                                                                         |
| ---- | --------------------------- | ------ | ------ | --- |
|      | Christos Doulkeridis (1968) |        | Ecolo  | Voorzitter Begroting, Onderwijs, Toerisme                                                                       |
|      | Rudi Vervoort (1958)        |        | PS     | Minister Sociale Cohesie                                                                                        |
|      | Céline Fremault (1973)      |        | cdH    | Minister Gezondheidsbeleid en Openbaar Ambt                                                                     |
|      | Évelyne Huytebroeck (1958)  |        | Ecolo  | Minister Beleid inzake Begeleiding van Personen met een Handicap                                                |
|      | Rachid Madrane (1968)       |        | PS     | Minister Sociale Actie, Gezinsbeleid, Sport, Transport naar School, Cultuur, Vorming en Internationale Relaties |

Picqué I · 
Picqué II · 
Simonet I · 
de Donnea · 
Ducarme · 
Simonet II · 
Picqué III · 
Picqué IV · 
Vervoort I ·
Vervoort II ·
Vervoort III